# سال مينيو
سال مينيو (بالإنجليزية: Sal Mineo)‏ (و. 1939 – 1976 م) هو ممثل أفلام، ومغني، وممثل مسرحي أمريكي، ولد في نيويورك، توفي في ويست هوليووود، لوس أنجليس، كاليفورنيا، عن عمر يناهز 37 عاماً، بسبب جرح طعني.

## وصلات خارجية
- سال مينيو على موقع IMDb (الإنجليزية)
- سال مينيو على موقع الموسوعة البريطانية (الإنجليزية)
- سال مينيو على موقع ألو سيني (الفرنسية)
- سال مينيو على موقع ميوزك برينز (الإنجليزية)
- سال مينيو على موقع أول موفي (الإنجليزية)
- سال مينيو على موقع قاعدة بيانات برودواي على الإنترنت (الإنجليزية)
- سال مينيو على موقع قاعدة بيانات الأفلام السويدية (السويدية)
- سال مينيو على موقع إن إن دي بي (الإنجليزية)
- سال مينيو على موقع ديسكوغز (الإنجليزية)
- سال مينيو على موقع قاعدة بيانات الفيلم (الإنجليزية)